# Kunst uit Melanesië
Kunst uit Melanesië was van 12 mei tot 17 juni 1951 een tentoonstelling in het Museum voor Land- en Volkenkunde in Rotterdam.
Het betrof een expositie die geheel bestond uit een bruikleen van M.L.J. Lemaire, de bekende Amsterdamse handelaar in tribale kunst, die in 1951 de hand had weten te leggen op een oude Duitse collectie uit de westelijke Pacific. De collectie was in 1909 tijdens een vakantiecruise bijeengebracht door de Duitse medicus Dr. Lau uit Bad Kissingen. De objecten kwamen vooral uit het Duitse koloniale gebied, zoals een deel van Nieuw-Guinea en de eilanden Neu-Pommern en Neu-Mecklenburg, nu Nieuw-Brittannië en Nieuw-Ierland. Op de expositie stonden ruim 450 objecten die door de oorspronkelijke verzamelaar nauwkeurig waren gedocumenteerd met vermelding van de plaats van verwerving, tamelijk ongewoon voor die tijd, waardoor de wetenschappelijke waarde aanzienlijk was. Zoals in elke belangrijke Oceanische collectie waren er voorouderbeelden, geestenmaskers, rituele muziekinstrumenten, gedecoreerde schilden, versierde voorouderschedels, houten neksteunen en veel kunstig vervaardigde gebruiksvoorwerpen.
De tentoonstelling werd door museumdirecteur C. Nooteboom in het voorwoord van het begeleidende boekje beschouwd als een soort opvolger van de expositie De kunst van het Zuidzeegebied, die in 1949 en 1950 te zien was geweest in het Museum voor Land- en Volkenkunde en in het Stedelijk Museum in Amsterdam.
Na de tentoonstelling werd de collectie van Dr. Lau aangekocht door het Museum voor Land- en Volkenkunde.

## Bron
- Kunst uit Melanesië. Rotterdam: Museum voor Land- en Volkenkunde, 1951